# Светодиодные кластеры

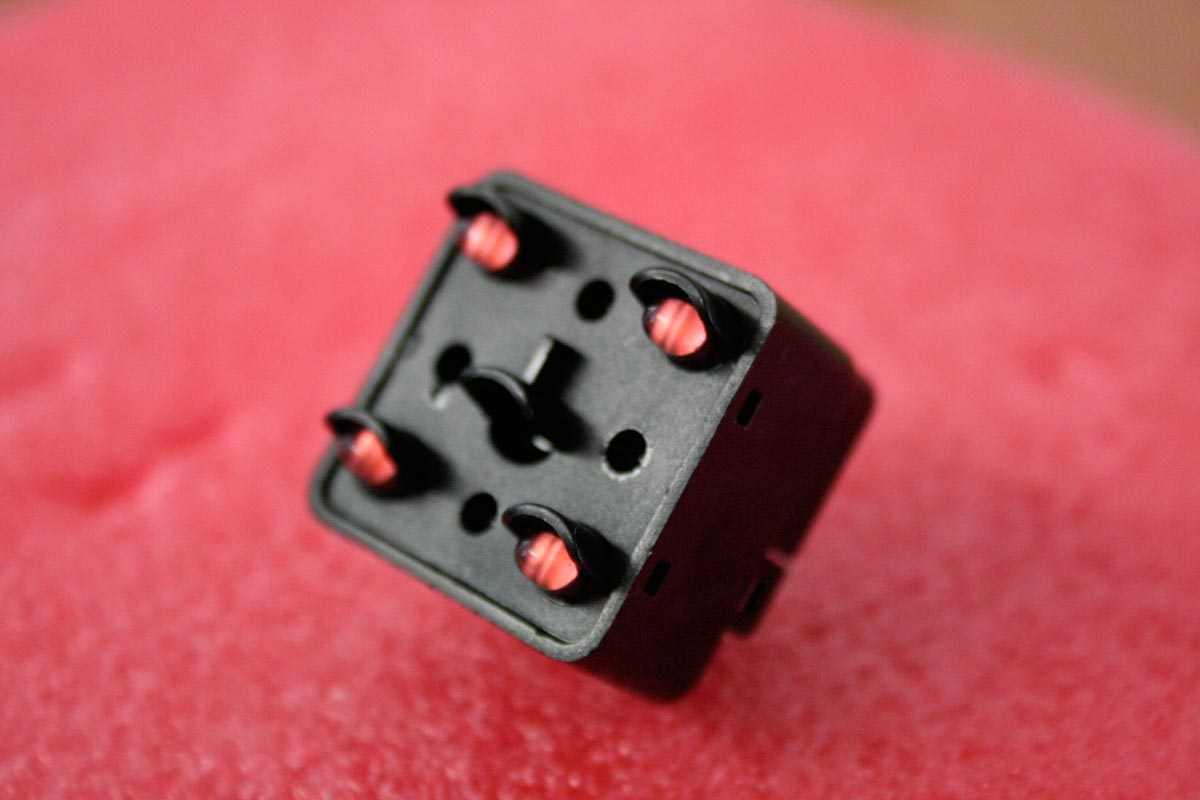
Одноцветный светодиодный кластер

Светодио́дный кла́стер (англ. cluster — скопление, группа) — устройство или часть устройства определенного размера с несколькими работающими совместно светодиодами и представляющее собой единый управляемый светодиодный излучатель. Одноцветный светодиодный кластер содержит несколько светодиодов одного цвета. Многоцветные и полноцветные кластеры содержат светодиоды нескольких цветов (обычно - красного (R), зеленого (G) и синего (B)) и позволяют создать излучение любого цвета. Светодиодные кластеры чаще всего имеют отдельный корпус, но  могут быть частью блока, в котором содержится несколько независимых кластеров. Обычно кластер выполняется в виде залитого защитным компаундом блока. Альтернативные названия — "светодиодный модуль", "светодиодный блок", "светодиодная лента", "светодиодная панель". Многокластерный блок обычно выпускается для изготовления экранов коллективного пользования и называется "модуль табло" или "модуль экрана", в котором каждый кластер называется "пиксел".

## Характеристики
Светодиодные кластеры различаются количеством светодиодов, геометрическими размерами, цветом свечения, яркостью, кроме того, напряжением питания и способом управления. Кластеры выпускаются нескольких типов:
- Кластеры, содержащие только светодиоды. Светодиоды в кластере соединяются в последовательные цепочки и требуют для управления специальной ограничивающей ток схемы.
- Кластеры, содержащие светодиоды и ограничивающие ток элементы. Такие устройства подключаются непосредственно к источнику питающего напряжения или к выходам управляющего контроллера - коммутатора.
- Кластеры с встроенным контроллером. Такие изделия содержат управляющую схему, которая позволяет управлять яркостью одноцветного или яркостью и цветом многоцветного кластера. Управление обычно производится от управляющего контроллера по двух или трехпроводной шине - последовательному интерфейсу.

Одноцветные кластеры бывают красного, синего, зелёного, жёлтого, белого цвета. Выпускаются двухцветные (например, красный плюс зеленый) и многоцветные (RGB). Яркость зависит от количества и свойств установленных светодиодов и обычно составляет более 1 канделы.
Размеры кластера определяются в основном количеством светодиодов и площадью светящейся поверхности. Схема управления занимает несущественно малый объем. Однако, корпус кластера может содержать линзу, отражатель, элементы крепления, козырьки защиты от солнца, дополнительные конструктивные элементы для защиты от воздействия окружающей среды, что увеличивает его габаритные размеры.

## Преимущества
- Компактность. Небольшие размеры кластеров позволяют применять их в ограниченных пространствах.
- Большой срок службы светодиодного модуля — более 10 лет непрерывной работы.
- Высокая эффективность. Светодиодные излучатели потребляют меньше энергии, чем лампы накаливания, дюралайт и неоновые лампы
- Отлично работают при отрицательных и умеренных температурах.
- Обладают хорошей надежностью и конструкционной прочностью.
- Прекрасно управляются, диммируются.
- Большая номенклатура, выпускаются многими производителями.

## Недостатки
- Высокая стоимость.
- Боятся высоких температур

## Применение
Светодиодные кластеры, применяются для изготовления электронных светодиодных табло, в наружной рекламе и для декоративной интерьерной и архитектурной подсветки. Одно из характерных применений светодиодных кластеров большого размера - светофоры и устройства управления движением.
В наружной рекламе светодиодные кластеры (светодиодные блоки) применяются для контражурной, торцевой подсветки, для внутренней подсветки объёмных букв.
Светодиодная осветительная лампа, особенно первые промышленные образцы — это светодиодный кластер, оснащенный преобразователем питания, отражателем и цоколем. В дальнейшем светодиодные кластеры для освещения начали изготавливать по технологии Chip-On-Board (COB) — светодиодный чип на плате. Плата с хорошей теплопроводностью, на которой расположены светодиодные кристаллы, защищённые компаундом обеспечивает комфортный тепловой режим и хорошую технологичность.